# Lista siturilor arheologice din județul Ilfov - P
Lista siturilor arheologice din județul Ilfov - P conține toate siturile arheologice din județul Ilfov înscrise în Repertoriul Arheologic Național (RAN) și aflate în localități al căror nume începe cu litera P. RAN este administrat de Ministerul Culturii și Patrimoniului Național și cuprinde date științifice, cartografice, topografice, imagini și planuri, precum și orice alte informații privitoare la zonele cu potențial arheologic, studiate sau nu, încă existente sau dispărute.
Puteți căuta un sit din localitățile care încep cu litera P folosind formularul de mai jos sau puteți naviga prin toate siturile din județ la Lista siturilor arheologice din județul Ilfov.
| Cod RAN                                    | Denumire | Localitate                                 | Adresă                                                                                  | Datare                          | Descoperit | Coordonate                                    | Imagine           | Erori            |
| ------------------------------------------ | --- | ------------------------------------------ | --------------------------------------------------------------------------------------- | ------------------------------- | ---------- | --------------------------------------------- | ----------------- | ---------------- |
| 104555.03.01 (Cod LMI: IF-I-m-B-15233.02)  | Situl arheologic de la Periș (Cocioc) / ansamblu Două așezări (Categorie: locuire civilă) (Tip: Așezare)                                           | sat Periș, comuna Periș                    |                                                                                         |                                 |            |                                               | Încărcați imagine | Raportați eroare |
| 104555.03.02 (Cod LMI: IF-I-m-B-15233.05)  | Situl arheologic de la Periș (Cocioc) / ansamblu anonim (Categorie: locuire civilă) (Tip: Așezare)                                                 | sat Periș, comuna Periș                    |                                                                                         | geto-dacică sec. II - I a. Chr. |            |                                               | Încărcați imagine | Raportați eroare |
| 104555.03.03 (Cod LMI: IF-I-s-B-15233)     | Situl arheologic de la Periș (Cocioc) / ansamblu anonim (Categorie: locuire civilă) (Tip: Așezare)                                                 | sat Periș, comuna Periș                    |                                                                                         | sec. II-III p. Chr.             |            |                                               | Încărcați imagine | Raportați eroare |
| 104555.03.04 (Cod LMI: IF-I-s-B-15233)     | Situl arheologic de la Periș (Cocioc) / ansamblu anonim (Categorie: locuire civilă) (Tip: Așezare)                                                 | sat Periș, comuna Periș                    |                                                                                         | sec.V-VI                        |            |                                               | Încărcați imagine | Raportați eroare |
| 104555.03.05 (Cod LMI: IF-I-s-B-15233)     | Situl arheologic de la Periș (Cocioc) / ansamblu anonim (Categorie: locuire civilă) (Tip: Așezare)                                                 | sat Periș, comuna Periș                    |                                                                                         | sec.XVII-XVIII                  |            |                                               | Încărcați imagine | Raportați eroare |
| 104555.03.06 (Cod LMI: IF-I-m-B-15233.03)  | Situl arheologic de la Periș (Cocioc) / ansamblu anonim (Categorie: locuire civilă) (Tip: Așezare)                                                 | sat Periș, comuna Periș                    |                                                                                         | Glina                           |            |                                               | Încărcați imagine | Raportați eroare |
| 104555.03.07 (Cod LMI: IF-I-m-B-15233.04)  | Situl arheologic de la Periș (Cocioc) / ansamblu anonim (Categorie: locuire civilă) (Tip: Așezare)                                                 | sat Periș, comuna Periș                    |                                                                                         | sec.II-III                      |            |                                               | Încărcați imagine | Raportați eroare |
| 101788.01.01 (Cod LMI: IF-I-m-B-20259.05)  | Situl arheologic de la Poșta / ansamblu anonim (Categorie: locuire civilă) (Tip: Așezare)                                                          | sat Poșta, comuna Cernica                  |                                                                                         |                                 |            |                                               | Încărcați imagine | Raportați eroare |
| 101788.01.02 (Cod LMI: IF-I-m-B-20259.04)  | Situl arheologic de la Poșta / ansamblu anonim (Categorie: locuire civilă) (Tip: Așezare)                                                          | sat Poșta, comuna Cernica                  |                                                                                         |                                 |            |                                               | Încărcați imagine | Raportați eroare |
| 101788.01.03 (Cod LMI: IF-I-m-B-20259.03)  | Situl arheologic de la Poșta / ansamblu anonim (Categorie: locuire civilă) (Tip: Așezare)                                                          | sat Poșta, comuna Cernica                  |                                                                                         | geto-dacică sec.III-IV          |            |                                               | Încărcați imagine | Raportați eroare |
| 101788.01.04 (Cod LMI: IF-I-m-B-20259.02)  | Situl arheologic de la Poșta / ansamblu anonim (Categorie: locuire civilă) (Tip: Așezare)                                                          | sat Poșta, comuna Cernica                  |                                                                                         | sec-VI                          |            |                                               | Încărcați imagine | Raportați eroare |
| 101788.01.05 (Cod LMI: IF-I-m-B-20259.01)  | Situl arheologic de la Poșta / ansamblu anonim (Categorie: locuire civilă) (Tip: Așezare)                                                          | sat Poșta, comuna Cernica                  |                                                                                         | sec.IX-X                        |            |                                               | Încărcați imagine | Raportați eroare |
| 179445.01.01 (Cod LMI: IF-I-m-B-15230.02)  | Situl arheologic de la Pruni / ansamblu anonim (Categorie: locuire civilă) (Tip: Așezare)                                                          | localitate componentă Pruni, oraș Măgurele |                                                                                         | Tei                             |            |                                               | Încărcați imagine | Raportați eroare |
| 179445.01.02 (Cod LMI: IF-I-s-B-15230)     | Situl arheologic de la Pruni / ansamblu anonim (Categorie: locuire civilă) (Tip: Așezare)                                                          | localitate componentă Pruni, oraș Măgurele |                                                                                         | geto-dacică sec. II - I a. Chr. |            |                                               | Încărcați imagine | Raportați eroare |
| 179445.02.01 (Cod LMI: IF-I-m-B-15231.02)  | Așezarea preistorică de la Pruni - "lacul Văcărești" / ansamblu anonim (Categorie: locuire civilă) (Tip: Așezare)                                  | localitate componentă Pruni, oraș Măgurele | Lacul Văcărești                                                                         |                                 |            |                                               | Încărcați imagine | Raportați eroare |
| 179445.02.02 (Cod LMI: IF-I-m-B-15231.01)  | Așezarea preistorică de la Pruni - "lacul Văcărești" / ansamblu anonim (Categorie: locuire civilă) (Tip: Așezare)                                  | localitate componentă Pruni, oraș Măgurele | Lacul Văcărești                                                                         | geto-dacică sec.II-I a-Ch.      |            |                                               | Încărcați imagine | Raportați eroare |
| 179524.01.01                               | Situl arheologic de la Pantelimon - "Ferma zootehnică a Mănăstirii Cernica" / ansamblu anonim (Categorie: locuire civilă) (Tip: Așezare)           | oraș Pantelimon                            | Ferma zootehnică a Mănăstirii Cernica                                                   |                                 | 1998       | 44°26′10″N 26°15′16″E / 44.43611°N 26.25444°E | Încărcați imagine | Raportați eroare |
| 179524.01.02                               | Situl arheologic de la Pantelimon - "Ferma zootehnică a Mănăstirii Cernica" / ansamblu anonim (Categorie: locuire civilă) (Tip: Așezare)           | oraș Pantelimon                            | Ferma zootehnică a Mănăstirii Cernica                                                   | sec. II - IV p. Chr.            | 1998       | 44°26′10″N 26°15′16″E / 44.43611°N 26.25444°E | Încărcați imagine | Raportați eroare |
| 179524.01.03                               | Situl arheologic de la Pantelimon - "Ferma zootehnică a Mănăstirii Cernica" / ansamblu anonim (Categorie: locuire civilă) (Tip: Așezare)           | oraș Pantelimon                            | Ferma zootehnică a Mănăstirii Cernica                                                   |                                 | 1998       | 44°26′10″N 26°15′16″E / 44.43611°N 26.25444°E | Încărcați imagine | Raportați eroare |
| 179524.01.04                               | Situl arheologic de la Pantelimon - "Ferma zootehnică a Mănăstirii Cernica" / complex anonim (Categorie: locuire civilă) (Tip: groapă provizii)    | oraș Pantelimon                            | Ferma zootehnică a Mănăstirii Cernica                                                   | getică                          | 1998       | 44°26′10″N 26°15′16″E / 44.43611°N 26.25444°E | Încărcați imagine | Raportați eroare |
| 179524.02.01                               | Situl arheologic de la Pantelimon - "Colțul pădurii" / ansamblu Vatră de sat (Categorie: locuire civilă) (Tip: Așezare)                            | oraș Pantelimon                            | Colțul pădurii                                                                          | sec. XVIII                      |            |                                               | Încărcați imagine | Raportați eroare |
| 179524.02.03                               | Situl arheologic de la Pantelimon - "Colțul pădurii" / ansamblu anonim (Categorie: locuire civilă) (Tip: Locuire)                                  | oraș Pantelimon                            | Colțul pădurii                                                                          | Fundeni-Govora/Zimnicea-Plovdiv |            |                                               | Încărcați imagine | Raportați eroare |
| 179524.02.04                               | Situl arheologic de la Pantelimon - "Colțul pădurii" / ansamblu anonim (Categorie: locuire civilă) (Tip: Locuire)                                  | oraș Pantelimon                            | Colțul pădurii                                                                          | Pre-Basarabi (Novaci)/Basarabi  |            |                                               | Încărcați imagine | Raportați eroare |
| 179524.02.05                               | Situl arheologic de la Pantelimon - "Colțul pădurii" / ansamblu anonim (Categorie: locuire civilă) (Tip: Locuire)                                  | oraș Pantelimon                            | Colțul pădurii                                                                          |                                 |            |                                               | Încărcați imagine | Raportați eroare |
| 179524.02.06                               | Situl arheologic de la Pantelimon - "Colțul pădurii" / ansamblu anonim (Categorie: locuire civilă) (Tip: Locuire)                                  | oraș Pantelimon                            | Colțul pădurii                                                                          | sec. III - IV                   |            |                                               | Încărcați imagine | Raportați eroare |
| 179524.02.07                               | Situl arheologic de la Pantelimon - "Colțul pădurii" / ansamblu anonim (Categorie: locuire civilă) (Tip: Locuire)                                  | oraș Pantelimon                            | Colțul pădurii                                                                          | sec. VI - VII                   |            |                                               | Încărcați imagine | Raportați eroare |
| 179524.02.08                               | Situl arheologic de la Pantelimon - "Colțul pădurii" / ansamblu anonim (Categorie: locuire civilă) (Tip: Așezare)                                  | oraș Pantelimon                            | Colțul pădurii                                                                          | sec. X - XI                     |            |                                               | Încărcați imagine | Raportați eroare |
| 179524.02.09                               | Situl arheologic de la Pantelimon - "Colțul pădurii" / ansamblu anonim (Categorie: locuire civilă) (Tip: Așezare)                                  | oraș Pantelimon                            | Colțul pădurii                                                                          | sec. XVIII - XIX                |            |                                               | Încărcați imagine | Raportați eroare |
| 179524.03.01 (Cod LMI: IF-I-m-A-15219.04)  | Situl arheologic de la Pantelimon - "Pădurea Tânganu" / ansamblu anonim (Categorie: locuire) (Tip: Așezare)                                        | oraș Pantelimon                            | Pădurea Tânganu                                                                         | geto-dacică sec. II - I a. Chr. |            |                                               | Încărcați imagine | Raportați eroare |
| 179524.03.02 (Cod LMI: IF-I-m-A-15219.03)  | Situl arheologic de la Pantelimon - "Pădurea Tânganu" / ansamblu anonim (Categorie: locuire) (Tip: Așezare)                                        | oraș Pantelimon                            | Pădurea Tânganu                                                                         | sec. XIV - XIX                  |            |                                               | Încărcați imagine | Raportați eroare |
| 179524.03.03 (Cod LMI: IF-I-m-A-15219.02)  | Situl arheologic de la Pantelimon - "Pădurea Tânganu" / ansamblu anonim (Categorie: locuire) (Tip: Necropolă)                                      | oraș Pantelimon                            | Pădurea Tânganu                                                                         | sec. XV - XIX                   |            |                                               | Încărcați imagine | Raportați eroare |
| 179524.03.04 (Cod LMI: IF-I-m-A-15219.01)  | Situl arheologic de la Pantelimon - "Pădurea Tânganu" / ansamblu anonim (Categorie: locuire) (Tip: Mănăstire)                                      | oraș Pantelimon                            | Pădurea Tânganu                                                                         | sec. XV - XIX                   |            |                                               | Încărcați imagine | Raportați eroare |
| 104555.01.01                               | Situl arheologic de la Periș / ansamblu Două așezări (Categorie: locuire civilă) (Tip: Așezare)                                                    | sat Periș, comuna Periș                    |                                                                                         |                                 |            |                                               | Încărcați imagine | Raportați eroare |
| 104555.01.02                               | Situl arheologic de la Periș / ansamblu anonim (Categorie: locuire civilă) (Tip: Așezare)                                                          | sat Periș, comuna Periș                    |                                                                                         | sec. II - I a. Chr.             |            |                                               | Încărcați imagine | Raportați eroare |
| 104555.01.03                               | Situl arheologic de la Periș / ansamblu anonim (Categorie: locuire civilă) (Tip: Așezare)                                                          | sat Periș, comuna Periș                    |                                                                                         | sec. V p. Chr.                  |            |                                               | Încărcați imagine | Raportați eroare |
| 104555.01.04                               | Situl arheologic de la Periș / ansamblu anonim (Categorie: locuire civilă) (Tip: Așezare)                                                          | sat Periș, comuna Periș                    |                                                                                         | sec. VI - VII p. Chr.           |            |                                               | Încărcați imagine | Raportați eroare |
| 104555.02.01 (Cod LMI: IF-I-m-B-15221.04)  | Situl arheologic de la Periș - "Valea Sticlăriei" / ansamblu anonim (Categorie: locuire civilă) (Tip: Așezare)                                     | sat Periș, comuna Periș                    | Valea Sticlăriei                                                                        |                                 |            |                                               | Încărcați imagine | Raportați eroare |
| 104555.02.02 (Cod LMI: IF-I-m-B-15221.03)  | Situl arheologic de la Periș - "Valea Sticlăriei" / ansamblu anonim (Categorie: locuire civilă) (Tip: Așezare)                                     | sat Periș, comuna Periș                    | Valea Sticlăriei                                                                        | sec.II-IV                       |            |                                               | Încărcați imagine | Raportați eroare |
| 104555.02.03 (Cod LMI: IF-I-m-B-15221.02)  | Situl arheologic de la Periș - "Valea Sticlăriei" / ansamblu anonim (Categorie: locuire civilă) (Tip: Așezare)                                     | sat Periș, comuna Periș                    | Valea Sticlăriei                                                                        | sec. V - VI                     |            |                                               | Încărcați imagine | Raportați eroare |
| 104555.02.04 (Cod LMI: IF-I-m-B-15221.01)  | Situl arheologic de la Periș - "Valea Sticlăriei" / ansamblu anonim (Categorie: locuire civilă) (Tip: Așezare)                                     | sat Periș, comuna Periș                    | Valea Sticlăriei                                                                        |                                 |            |                                               | Încărcați imagine | Raportați eroare |
| 104591.01.01                               | Așezarea medievală de la Petrăchioaia / ansamblu anonim (Categorie: locuire civilă) (Tip: Așezare)                                                 | sat Petrăchioaia, comuna Petrăchioaia      |                                                                                         | Dridu sec. IX - XI              |            | 44°35′01″N 26°18′29″E / 44.58361°N 26.30806°E | Încărcați imagine | Raportați eroare |
| 104591.01.02                               | Așezarea medievală de la Petrăchioaia / ansamblu anonim (Categorie: locuire civilă) (Tip: Așezare)                                                 | sat Petrăchioaia, comuna Petrăchioaia      |                                                                                         |                                 |            | 44°35′01″N 26°18′29″E / 44.58361°N 26.30806°E | Încărcați imagine | Raportați eroare |
| 104591.02.01 (Cod LMI: IF-I-s-B-15223)     | Așezarea Tei de la Petrăchioaia / ansamblu anonim (Categorie: locuire civilă) (Tip: Așezare)                                                       | sat Petrăchioaia, comuna Petrăchioaia      |                                                                                         | Tei                             | 1972       | 44°34′43″N 26°18′20″E / 44.57861°N 26.30556°E | Încărcați imagine | Raportați eroare |
| 179542.01.01 (Cod LMI: IF-I-s-B-15224)     | Așezarea din epoca medievală de la Popești Leordeni / ansamblu anonim (Categorie: locuire civilă) (Tip: Așezare)                                   | oraș Popești Leordeni                      |                                                                                         |                                 |            |                                               | Încărcați imagine | Raportați eroare |
| 179542.02.01 (Cod LMI: IF-I-s-B-15225)     | Situl arheologic de la Popești Leordeni / ansamblu anonim (Categorie: locuire civilă) (Tip: Așezare)                                               | oraș Popești Leordeni                      |                                                                                         |                                 |            |                                               | Încărcați imagine | Raportați eroare |
| 179542.02.02 (Cod LMI: IF-I-s-B-15225)     | Situl arheologic de la Popești Leordeni / ansamblu anonim (Categorie: locuire civilă) (Tip: Așezare)                                               | oraș Popești Leordeni                      |                                                                                         | sec. II - IV p. Chr.            |            |                                               | Încărcați imagine | Raportați eroare |
| 179542.03.01                               | Situl arheologic de la Popești Leordeni - "Stadion" / ansamblu anonim (Categorie: locuire civilă) (Tip: Așezare)                                   | oraș Popești Leordeni                      | Stadion                                                                                 |                                 |            |                                               | Încărcați imagine | Raportați eroare |
| 179542.03.02                               | Situl arheologic de la Popești Leordeni - "Stadion" / ansamblu anonim (Categorie: locuire civilă) (Tip: Așezare)                                   | oraș Popești Leordeni                      | Stadion                                                                                 | sec. V - VII                    |            |                                               | Încărcați imagine | Raportați eroare |
| 179542.04.01 (Cod LMI: IF-I-m-B-15227.03)  | Situl arheologic de la Popești Leordeni - "Conacul Costaforu" / ansamblu anonim (Categorie: locuire civilă) (Tip: Așezare)                         | oraș Popești Leordeni                      | Conacul Costaforu                                                                       | Tei                             |            |                                               | Încărcați imagine | Raportați eroare |
| 179542.04.02 (Cod LMI: IF-I-m-B-15227.02)  | Situl arheologic de la Popești Leordeni - "Conacul Costaforu" / ansamblu anonim (Categorie: locuire civilă) (Tip: Așezare)                         | oraș Popești Leordeni                      | Conacul Costaforu                                                                       | geto-dacică                     |            |                                               | Încărcați imagine | Raportați eroare |
| 179543.04.03 (Cod LMI: IF-I-m-B-15227.01)  | Situl arheologic de la Popești Leordeni - "Conacul Costaforu" / ansamblu anonim (Categorie: locuire civilă) (Tip: Așezare)                         | oraș Popești Leordeni                      | Conacul Costaforu                                                                       | sec. XIX                        |            |                                               | Încărcați imagine | Raportați eroare |
| 179543.04.04 (Cod LMI: IF-I-s-B-15227)     | Situl arheologic de la Popești Leordeni - "Conacul Costaforu" / ansamblu anonim (Categorie: locuire civilă) (Tip: așezare)                         | oraș Popești Leordeni                      | Conacul Costaforu                                                                       | sec. III-IV                     |            |                                               | Încărcați imagine | Raportați eroare |
| 179542.05.01 (Cod LMI: IF-I-m-B-15228.06)  | Situl arheologic de la Popești Leordeni - "Borna geodezică" / ansamblu anonim(Botul Malului) (Categorie: locuire civilă) (Tip: Așezare)            | oraș Popești Leordeni                      | Borna geodezică                                                                         | Glina - III                     |            |                                               | Încărcați imagine | Raportați eroare |
| 179542.05.02 (Cod LMI: IF-I-m-B-15228.05)  | Situl arheologic de la Popești Leordeni - "Borna geodezică" / ansamblu anonim(Botul Malului) (Categorie: locuire civilă) (Tip: Așezare)            | oraș Popești Leordeni                      | Borna geodezică                                                                         | geto-dacică sec. II - I a. Chr. |            |                                               | Încărcați imagine | Raportați eroare |
| 179542.05.03 (Cod LMI: IF-I-m-B-15228.04)  | Situl arheologic de la Popești Leordeni - "Borna geodezică" / ansamblu anonim(Botul Malului) (Categorie: locuire civilă) (Tip: Așezare)            | oraș Popești Leordeni                      | Borna geodezică                                                                         | sec.II-IV                       |            |                                               | Încărcați imagine | Raportați eroare |
| 179542.05.04 (Cod LMI: IF-I-m-B-15228.03)  | Situl arheologic de la Popești Leordeni - "Borna geodezică" / ansamblu anonim(Botul Malului) (Categorie: locuire civilă) (Tip: Așezare)            | oraș Popești Leordeni                      | Borna geodezică                                                                         | sec.VI-VII                      |            |                                               | Încărcați imagine | Raportați eroare |
| 179542.05.05 (Cod LMI: IF-I-m-B-15228.02)  | Situl arheologic de la Popești Leordeni - "Borna geodezică" / ansamblu anonim(Botul Malului) (Categorie: locuire civilă) (Tip: Așezare)            | oraș Popești Leordeni                      | Borna geodezică                                                                         | sec.IX-XI                       |            |                                               | Încărcați imagine | Raportați eroare |
| 179542.05.06 (Cod LMI: IF-I-m-B-15228.01)  | Situl arheologic de la Popești Leordeni - "Borna geodezică" / ansamblu anonim(Botul Malului) (Categorie: locuire civilă) (Tip: Așezare)            | oraș Popești Leordeni                      | Borna geodezică                                                                         | sec.XVI-XIX                     |            |                                               | Încărcați imagine | Raportați eroare |
| 170239.06.01 (Cod LMI: IF-I-s-B-15229)     | Așezarea din epoca bronzului de la Popești Leordeni / ansamblu anonim (Categorie: locuire civilă) (Tip: Așezare)                                   | oraș Popești Leordeni                      |                                                                                         |                                 |            |                                               | Încărcați imagine | Raportați eroare |
| 101323.01.01                               | Situl arheologic de la Pasărea - "La sud de sat" / ansamblu anonim (Categorie: locuire civilă) (Tip: Așezare)                                      | sat Pasărea, comuna Brănești               | str. Calea București f.n., punct La sud de sat                                          |                                 | 1999       | 44°28′26″N 26°19′36″E / 44.47389°N 26.32667°E | Încărcați imagine | Raportați eroare |
| 101323.01.02                               | Situl arheologic de la Pasărea - "La sud de sat" / ansamblu anonim (Categorie: locuire civilă) (Tip: Așezare)                                      | sat Pasărea, comuna Brănești               | str. Calea București f.n., punct La sud de sat                                          |                                 | 1999       | 44°28′26″N 26°19′36″E / 44.47389°N 26.32667°E | Încărcați imagine | Raportați eroare |
| 179524.04.01                               | Așezarea de epoca bronzului de la Pantelimon - str. Portocalelor / ansamblu anonim (Categorie: așezare) (Tip: Așezare)                             | oraș Pantelimon                            | str. Portocalelor                                                                       | Tei                             |            |                                               | Încărcați imagine | Raportați eroare |
| 179524.05.01                               | Situl arheologic de la Pantelimon - ferma Pantelimon / ansamblu anonim (Categorie: locuire) (Tip: Locuire)                                         | oraș Pantelimon                            | ferma Pantelimon                                                                        |                                 |            |                                               | Încărcați imagine | Raportați eroare |
| 179524.05.02                               | Situl arheologic de la Pantelimon - ferma Pantelimon / ansamblu anonim (Categorie: locuire) (Tip: Locuire)                                         | oraș Pantelimon                            | ferma Pantelimon                                                                        | Dridu sec. X - XI               |            |                                               | Încărcați imagine | Raportați eroare |
| 104555.04.01 (Cod LMI: IF-I-m-B-15178.01)  | Situl arheologic de la Cocioc-Marginea estică a satului / ansamblu anonim (Categorie: locuire) (Tip: Așezare)                                      | sat Periș, comuna Periș                    | Marginea estică a satului                                                               |                                 |            |                                               | Încărcați imagine | Raportați eroare |
| 104555.04.02 (Cod LMI: IF-I-m-B-15178.02)  | Situl arheologic de la Cocioc-Marginea estică a satului / ansamblu anonim (Categorie: locuire) (Tip: Așezare)                                      | sat Periș, comuna Periș                    | Marginea estică a satului                                                               |                                 |            |                                               | Încărcați imagine | Raportați eroare |
| 104555.04.03 (Cod LMI: IF-I-m-B-15178.04)  | Situl arheologic de la Cocioc-Marginea estică a satului / ansamblu La Clinceanu (Categorie: locuire) (Tip: Așezare)                                | sat Periș, comuna Periș                    | Marginea estică a satului                                                               | sec. IV                         |            |                                               | Încărcați imagine | Raportați eroare |
| 104555.04.04 (Cod LMI: IF-I-m-B-15178.04)  | Situl arheologic de la Cocioc-Marginea estică a satului / ansamblu La Clinceanu (Categorie: locuire) (Tip: Așezare)                                | sat Periș, comuna Periș                    | Marginea estică a satului                                                               |                                 |            |                                               | Încărcați imagine | Raportați eroare |
| 104555.04.05 (Cod LMI: IF-I-m-B-15178.05)  | Situl arheologic de la Cocioc-Marginea estică a satului / ansamblu La Vernescu (Categorie: locuire) (Tip: Așezare)                                 | sat Periș, comuna Periș                    | Marginea estică a satului                                                               | sec.IV-V                        |            |                                               | Încărcați imagine | Raportați eroare |
| 104555.04.06 (Cod LMI: IF-I-m-B-15178.06)  | Situl arheologic de la Cocioc-Marginea estică a satului / ansamblu La Vernescu (Categorie: locuire) (Tip: Așezare)                                 | sat Periș, comuna Periș                    | Marginea estică a satului                                                               | Gumelnița                       |            |                                               | Încărcați imagine | Raportați eroare |
| 179524.06.01 (Cod LMI: IF-I-m-B-15217.01)  | Situl arheologic de la Pantelimon / ansamblu anonim (Categorie: locuire) (Tip: Așezare)                                                            | oraș Pantelimon                            | Lebăda                                                                                  | sec. VI                         |            |                                               | Încărcați imagine | Raportați eroare |
| 179524.06.02 (Cod LMI: IF-I-m-B-15217.02)  | Situl arheologic de la Pantelimon / ansamblu anonim (Categorie: locuire) (Tip: Așezare)                                                            | oraș Pantelimon                            | Lebăda                                                                                  | daco-romană sec. III-IV         |            |                                               | Încărcați imagine | Raportați eroare |
| 179524.06.03 (Cod LMI: IF-I-m-B-15217.03)  | Situl arheologic de la Pantelimon / ansamblu anonim (Categorie: locuire) (Tip: Așezare)                                                            | oraș Pantelimon                            | Lebăda                                                                                  | getică sec. II-I a.Ch.          |            |                                               | Încărcați imagine | Raportați eroare |
| 179524.06.04 (Cod LMI: IF-I-m-B-15217.04)  | Situl arheologic de la Pantelimon / ansamblu anonim (Categorie: locuire) (Tip: Așezare)                                                            | oraș Pantelimon                            | Lebăda                                                                                  |                                 |            |                                               | Încărcați imagine | Raportați eroare |
| 179524.07.01 (Cod LMI: IF-I-m-B-15218.01)  | Așezarea medievală de la Pantelimon - Institut / ansamblu Vatra satului Grădiștea (Categorie: locuire) (Tip: Așezare)                              | oraș Pantelimon                            | Institut                                                                                | sec.XVII-XVIII                  |            |                                               | Încărcați imagine | Raportați eroare |
| 104555.05.01 (Cod LMI: IF-I-m-B-15220.01)  | Situl arheologic de la Periș-Gospodăria Moldoveanu Lucreția / ansamblu anonim (Categorie: locuire) (Tip: Așezare)                                  | sat Periș, comuna Periș                    | Gospădăria Moldoveanu Lucreția                                                          | sec. V-VI                       |            |                                               | Încărcați imagine | Raportați eroare |
| 104555.05.02 (Cod LMI: IF-I-m-B-15220.02)  | Situl arheologic de la Periș-Gospodăria Moldoveanu Lucreția / ansamblu anonim (Categorie: locuire) (Tip: Așezare)                                  | sat Periș, comuna Periș                    | Gospădăria Moldoveanu Lucreția                                                          | getică sec. II-I a-Ch.          |            |                                               | Încărcați imagine | Raportați eroare |
| 104555.06.01 (Cod LMI: IF-I-m-B-15220.03)  | Așezarea medievală de la Periș-Cantonul CFR nr. 29 / ansamblu anonim (Categorie: locuire) (Tip: Așezare)                                           | sat Periș, comuna Periș                    | Cantonul CFR nr. 29                                                                     |                                 |            |                                               | Încărcați imagine | Raportați eroare |
| 104555.06.02 (Cod LMI: IF-I-m-B-15220.04)  | Așezarea medievală de la Periș-Cantonul CFR nr. 29 / ansamblu anonim (Categorie: locuire) (Tip: Așezare)                                           | sat Periș, comuna Periș                    | Cantonul CFR nr. 29                                                                     | sec.IX-X                        |            |                                               | Încărcați imagine | Raportați eroare |
| 104555.07.01 (Cod LMI: IF-I-m-B-15220.05)  | Situl arheologic de la Periș-drumul Periș-Ostratu / ansamblu anonim (Categorie: locuire) (Tip: Așezare)                                            | sat Periș, comuna Periș                    | drumul Periș-Ostratu                                                                    | sec.V-VI                        |            |                                               | Încărcați imagine | Raportați eroare |
| 104555.07.02 (Cod LMI: IF-I-m-B-15220.06)  | Situl arheologic de la Periș-drumul Periș-Ostratu / ansamblu anonim (Categorie: locuire) (Tip: Așezare)                                            | sat Periș, comuna Periș                    | drumul Periș-Ostratu                                                                    |                                 |            |                                               | Încărcați imagine | Raportați eroare |
| 104555.08.01 (Cod LMI: IF-I-m-B-15220.07)  | Situl arheologic de la Periș-La Saidac / ansamblu anonim (Categorie: locuire) (Tip: Așezare)                                                       | sat Periș, comuna Periș                    | La Saidac                                                                               | sec-V-VI                        |            |                                               | Încărcați imagine | Raportați eroare |
| 104555.08.02 (Cod LMI: IF-I-m-B-15220.08)  | Situl arheologic de la Periș-La Saidac / ansamblu anonim (Categorie: locuire) (Tip: Așezare)                                                       | sat Periș, comuna Periș                    | La Saidac                                                                               | sec-II-III                      |            |                                               | Încărcați imagine | Raportați eroare |
| 104555.08.03 (Cod LMI: IF-I-m-B-15220.09)  | Situl arheologic de la Periș-La Saidac / ansamblu anonim (Categorie: locuire) (Tip: Așezare)                                                       | sat Periș, comuna Periș                    | La Saidac                                                                               |                                 |            |                                               | Încărcați imagine | Raportați eroare |
| 101788.02.01 (Cod LMI: IF-I-m-B-20259.06)  | Situl arheologic de la Poșta - "Vatra satului" / ansamblu anonim (Categorie: locuire) (Tip: Așezare)                                               | sat Poșta, comuna Cernica                  | Vatra satului                                                                           | sec. XVII-XIX                   |            |                                               | Încărcați imagine | Raportați eroare |
| 101788.02.02                               | Situl arheologic de la Poșta - "Vatra satului" / ansamblu anonim (Categorie: locuire) (Tip: Așezare)                                               | sat Poșta, comuna Cernica                  | Vatra satului                                                                           | sec. VI                         |            |                                               | Încărcați imagine | Raportați eroare |
| 101788.02.03 (Cod LMI: IF-I-m-B-20259.08)  | Situl arheologic de la Poșta - "Vatra satului" / ansamblu anonim (Categorie: locuire) (Tip: Așezare)                                               | sat Poșta, comuna Cernica                  | Vatra satului                                                                           | getică                          |            |                                               | Încărcați imagine | Raportați eroare |
| 101323.02.01                               | Situl arheologic de la Pasărea-Proprietatea Cristiana Andreea Vatra / ansamblu anonim (Categorie: locuire civilă) (Tip: Așezare)                   | sat Pasărea, comuna Brănești               | tarlaua 73, parcela 269, nr. cadastral 2984, punct Proprietatea Cristiana Andreea Vatra |                                 |            |                                               | Încărcați imagine | Raportați eroare |
| 101323.02.02                               | Situl arheologic de la Pasărea-Proprietatea Cristiana Andreea Vatra / ansamblu anonim (Categorie: locuire civilă) (Tip: Așezare)                   | sat Pasărea, comuna Brănești               | tarlaua 73, parcela 269, nr. cadastral 2984, punct Proprietatea Cristiana Andreea Vatra |                                 |            |                                               | Încărcați imagine | Raportați eroare |
| 101323.02.03                               | Situl arheologic de la Pasărea-Proprietatea Cristiana Andreea Vatra / ansamblu anonim (Categorie: locuire civilă) (Tip: Așezare)                   | sat Pasărea, comuna Brănești               | tarlaua 73, parcela 269, nr. cadastral 2984, punct Proprietatea Cristiana Andreea Vatra | sec.X-XIII                      |            |                                               | Încărcați imagine | Raportați eroare |
| 101323.03.01                               | Așezarea de la Pasărea-Proprietatea George Iacob / ansamblu anonim (Categorie: locuire civilă) (Tip: Așezare)                                      | sat Pasărea, comuna Brănești               | Proprietatea George Iacob                                                               | Dridu sec.X-XIII                |            |                                               | Încărcați imagine | Raportați eroare |
| 179542.07.01 (Cod LMI: IF-II-m-B-15307.01) | Ansamblul fostului conac Manu de la Popești-Leordeni / ansamblu anonim (Categorie: construcție) (Tip: Conac)                                       | oraș Popești Leordeni                      |                                                                                         | sec. XVII-1806 (rest 1943-1945) |            |                                               | Încărcați imagine | Raportați eroare |
| 179542.07.02 (Cod LMI: IF-II-m-B-15307.02) | Ansamblul fostului conac Manu de la Popești-Leordeni / ansamblu Biserica "Sf. Arhangheli Mihail și Gavril (Categorie: construcție) (Tip: biserică) | oraș Popești Leordeni                      |                                                                                         | 1808 (transf. 1977)             |            |                                               | Încărcați imagine | Raportați eroare |